# 海关后

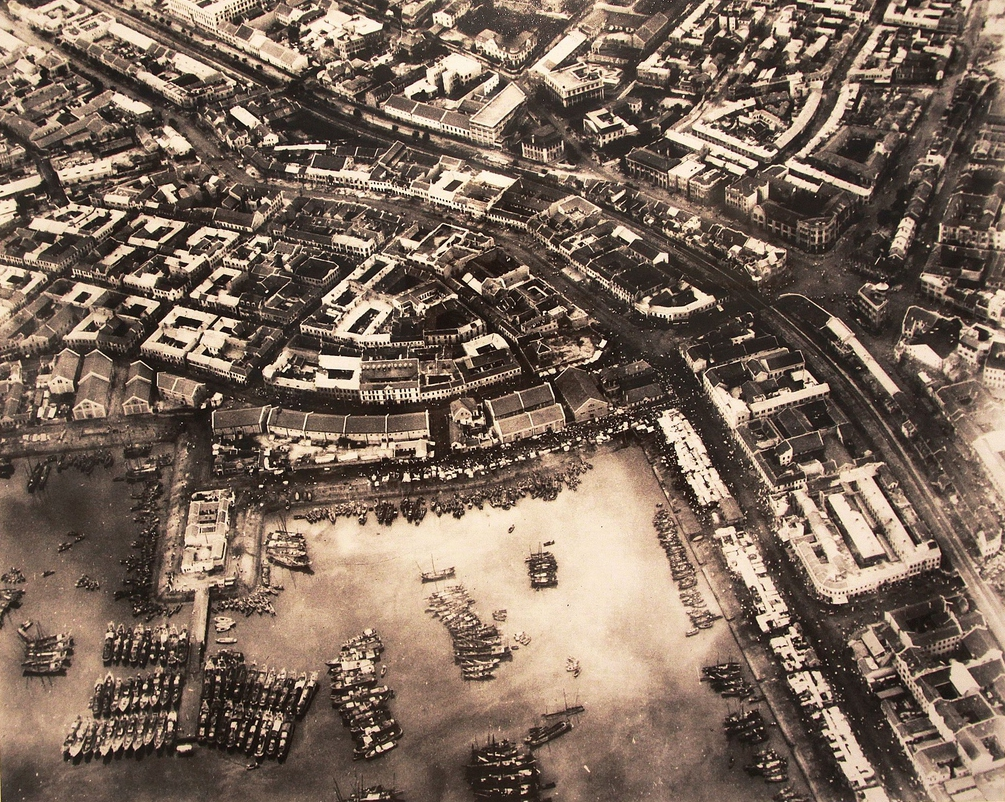
海关后及小港周边航拍，美国海军安提坦号航空母舰航空队摄于1945年

海关后位于中国山东省青岛市市北区，是青岛老城区的一个地名，该地名所指为小港东北侧、胶海关大鲍岛分卡旧址以北的部分街区。由于2007年街区拆迁改造及2008年胶海关大鲍岛分卡旧址被拆除，此地名已名存实亡。

## 地理概念

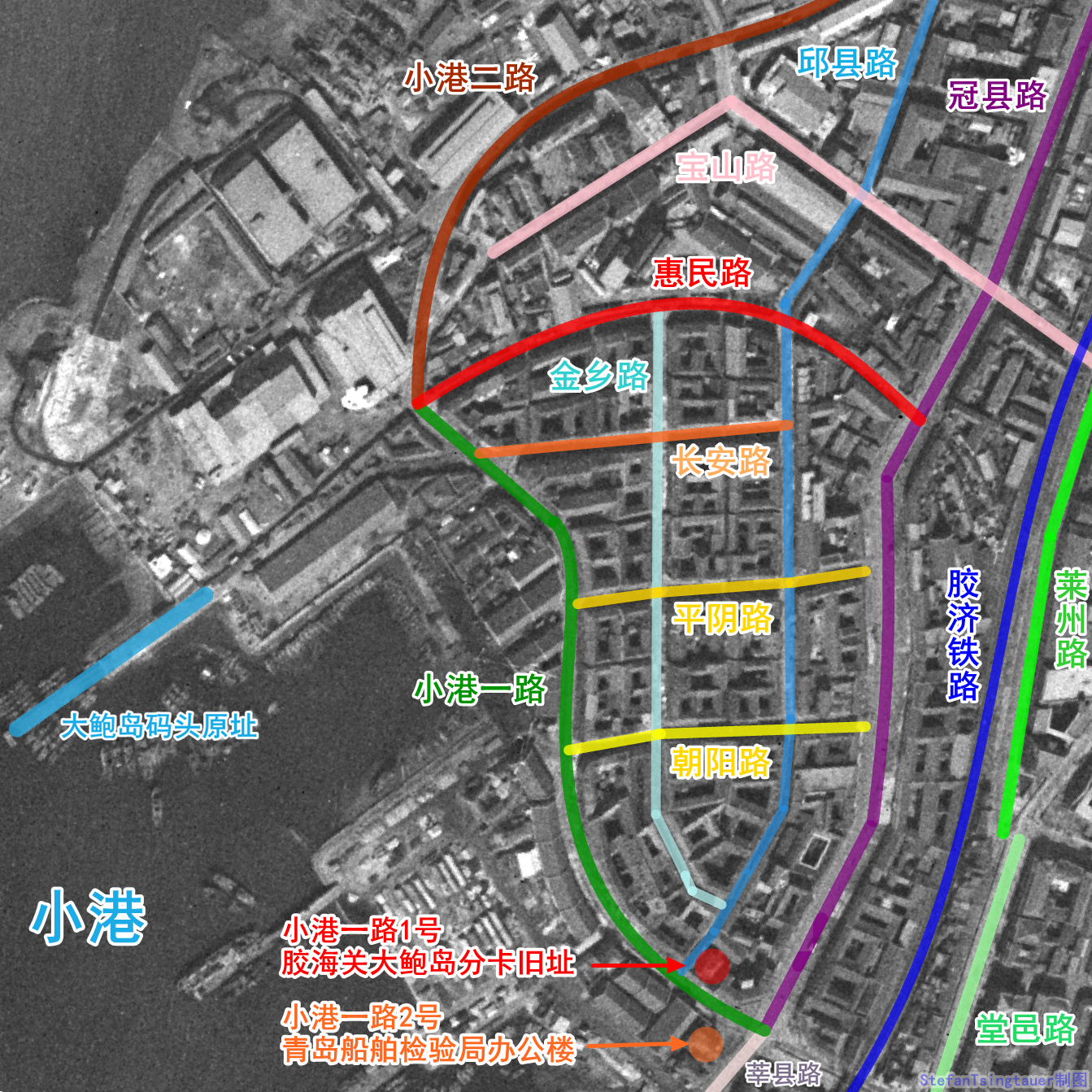
海关后周边卫星影像及道路、地标图解，原图为美国KH-7侦察卫星于1966年所摄

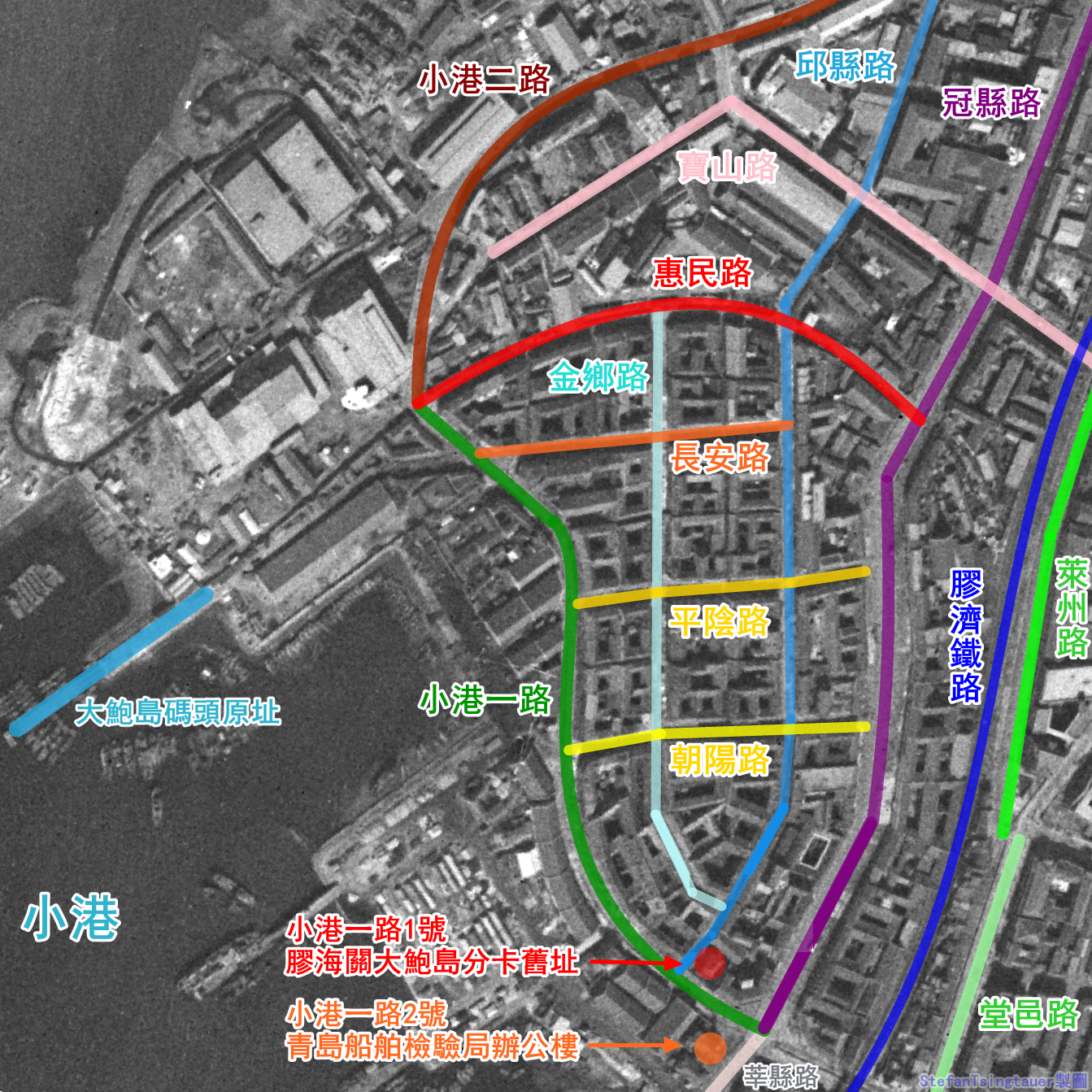
海關後周邊衛星影像及道路、地標圖解，原圖為美國KH-7偵察衛星於1966年所攝

“海关后”一词的“海关”指位于小港一路邱县路路口与小港一路冠县路路口之间的胶海关大鲍岛分卡，俗称“小港海关楼”。因此“海关后”的字面意义即胶海关大鲍岛分卡以北，作为地名一般泛指冠县路、小港一路、小港二路、宝山路、惠民路、邱县路一带的网状街区，在部分语境中特指小港一路、冠县路、惠民路合围成的里院街区。在青岛当地学者于2006年2月25日对海关后街区的考察中，有当地居民称“海关后”之名狭义上原指小港海关楼东北侧的街区，即小港一路、邱县路、朝阳路、冠县路合围成的街区。
“海关后”一词为市民口口相传的词汇，很少见于历史文献。据青岛市档案馆编研处处长孙保锋考证，该地名首次见诸报端，是在1923年的《胶澳日报》第二百二二号的一则启事中：普济医院医生孙富堂开设同仁医院救治赤贫者，青岛各界名士孙子敬、宋雨亭、隋石卿等联名推荐，并称“地址在海关后金乡路中间同仁医院”。海关后街区拆迁改造时，媒体多以“小港湾”之称代替。

## 历史

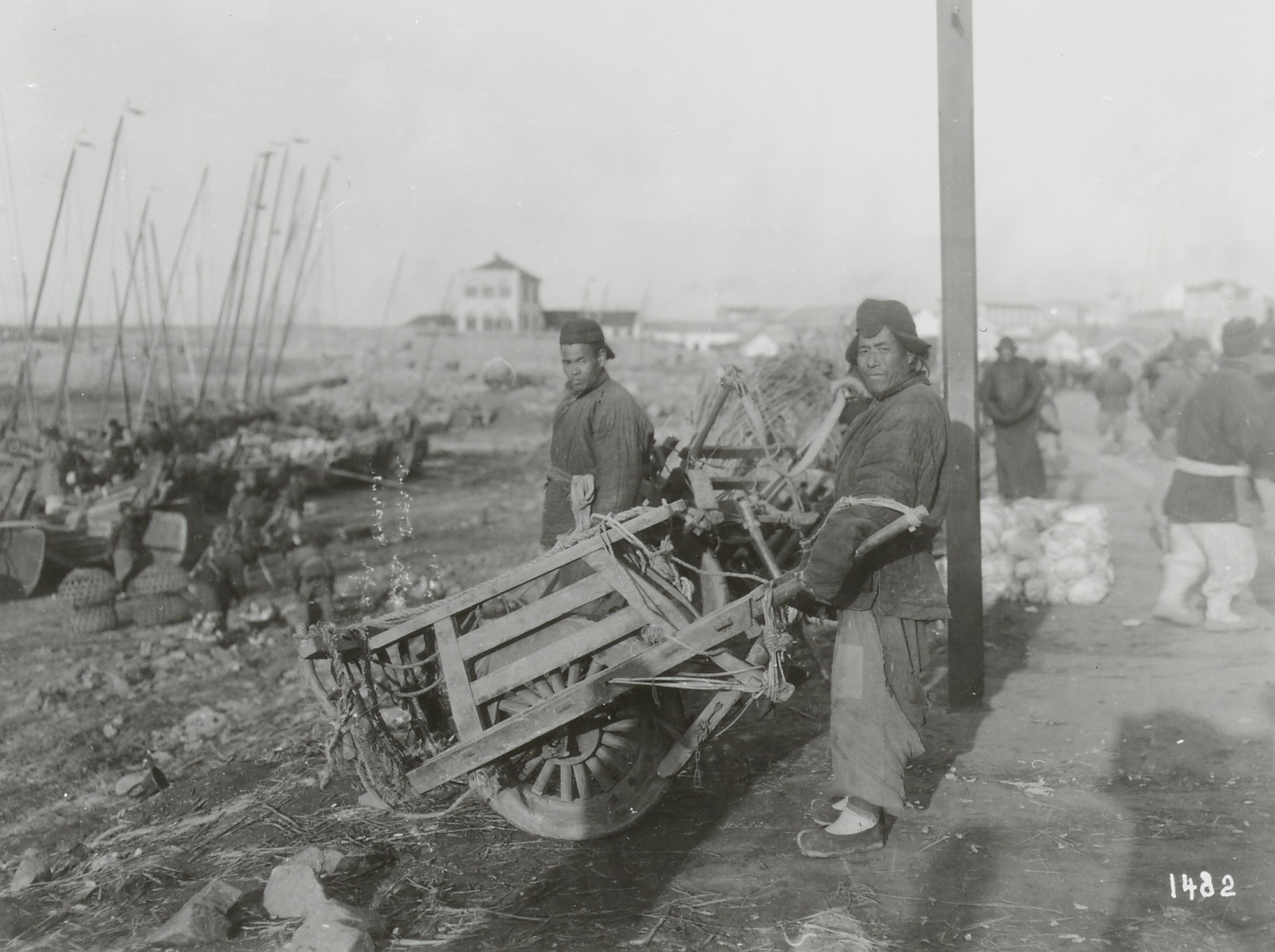
德占时期的小港沿岸，远处二层楼房即为胶海关大鲍岛分卡

青岛城市建设之初，海关后一带并非规划中的城市中心街区。1900年秋，小港内的大鲍岛码头建成，码头与胶济铁路干线之间有铁轨相连接，该段铁轨位置走向与今惠民路基本相同。1901年10月，胶海关在小港东北岸设立大鲍岛分卡（后改称小港分关）。根据《胶澳租借地发展备忘录》所附地图，大鲍岛分卡建成后约十年之内，除今惠民路以北于1900年代初建有部分建筑外，海关后其他区域仅有大鲍岛分卡和部分临时性建筑。道路方面也仅有小港路（德語：Kleiner-Hafen-Weg，今小港一路）和大港路（德語：Großer-Hafen-Weg，包括今小港二路）于1901年前筑成、格罗姆施街（德語：Gromschstraße，海关后拆迁前为宝山路，现已不存在）和莱希特恩街（德語：Rechternstraße，今冠县路与新疆路部分路段）于1900年代中期筑成。
根据胶澳总督府地政局绘制的青岛1913年地籍图，截至1913年，海关后2007年拆迁前存在的道路中，朝阳路全段、邱县路南段、金乡路南段、平阴路东侧一小段已筑成，但尚未命名，同时原大港路已并入小港路。已形成路网的海关后南部地段已被分块出售，且业主大多是华人，但除已有的海关办公楼外仅有一栋建筑建成。海关后北部建设情况基本未变化。而海关后南部商住建筑的大规模建设在德占时期最后数年逐渐开始。
1914年日军占领青岛后，日军当局延续并完成了对海关后一带的路网建设。一张1919年的地图显示，伏波町（后改名邱县路）、金乡町（后改名金乡路）、朝阳町（今朝阳路）、隆兴町（后改名平阴路）已全部筑成，并新筑成长安町（后改名长安路）与惠民町（今惠民路）。

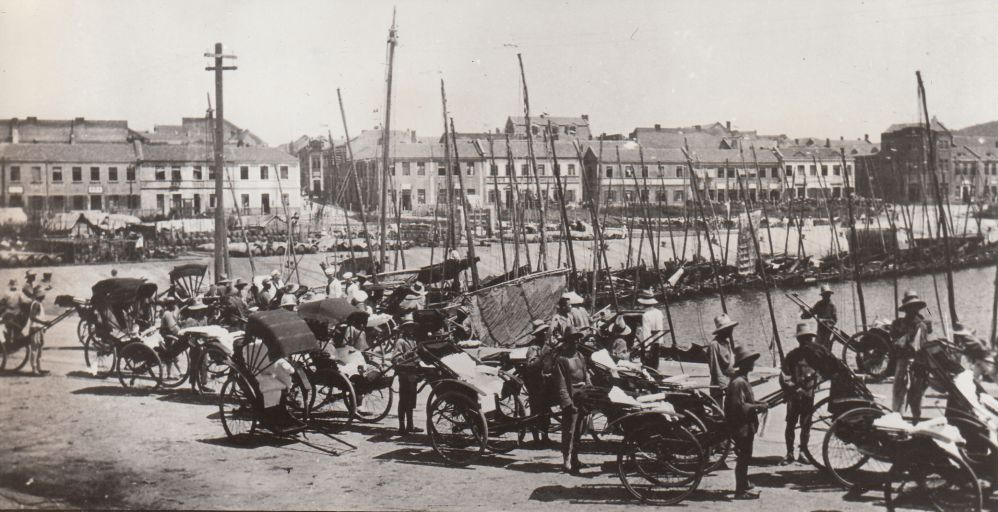
商业繁荣时期的小港，后方为海关后的里院街区

第一次日占时期，日本当局比德国胶澳总督府更加重视小港民船贸易的发展，1914年后的海关后也随着小港民船贸易的发展而建设成为商号林立的城市街区，其中小港一路、冠县路、惠民路合围成的地块中建设的建筑多为商住合一的里院，其他地域则多为仓库、小型工厂、商业建筑等。许多航运公司、航运代理公司、货栈，以及土产品店和煤店等等与港口相关的商业组织开设于小港一路等街道。邻近中山路、馆陶路商业街的冠县路亦有许多饭店、舞厅、咖啡馆等服务娱乐设施，其顾客多为外国海军水兵及海员。此外，海关后街区内也分布着平康一里、二里、三里、升平一里等妓院，海关后也因此成为上世纪青岛几处红灯区之一。

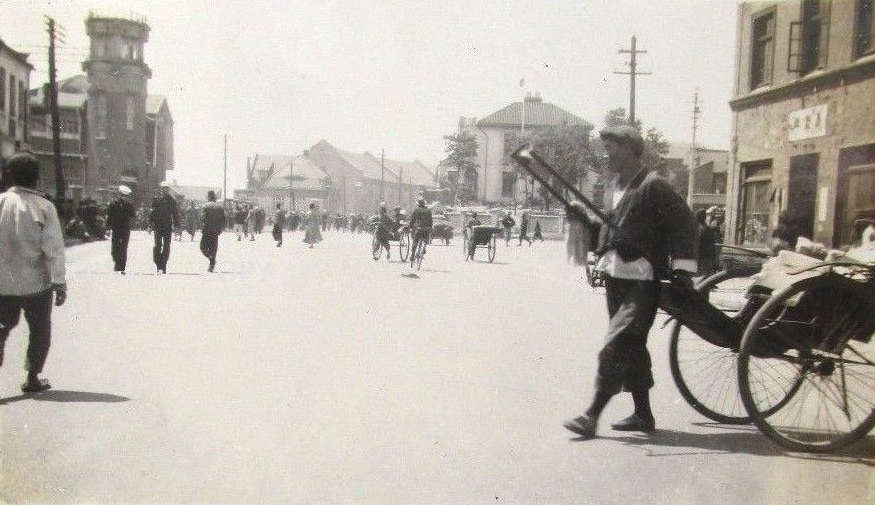
约1920年代的小港一路冠县路路口，左侧带塔楼的建筑为后来的小港一路2号，其对面的二层坡屋顶建筑为胶海关小港分关

港口贸易与运输的发展使得上世纪的海关后也成为了劳工聚居地。由于居住条件过于拥挤、卫生条件较差，海关后曾经是瘟疫多发区，多次被市政部门划为霍乱疫情隔离区。民国时期青岛文人刘少文在《青岛百咏》中写道：
|  | 海关后为苦工聚集之所，饭摊林立左右，非地薯即高粱饼，人间恶草之食，而鹑衣鸠面者甘之如饴，此辈专为商家转运货物以资糊口，夜未及央，即车声辘辘满街中矣！ |

1949年青岛解放后，在社会主义改造的背景下，海关后的饭店、舞厅、妓院、私营商号等大多逐渐关闭、消失，取而代之的是国营航运、水产经营机构。海关后的里院建筑也大多由商住综合楼改为单一居民楼院，这些建筑也因私搭乱建与长期缺乏维修而逐渐老化。改革开放后，海关后凭借其老街区风貌成为众多摄影、绘画艺术家的创作对象，如居住于邱县路10号大院的摄影家任锡海凭借以“十号大院”为题的一系列摄影作品曾多次获得全国与国际性摄影比赛奖项。

小港湾改造后，原海关后里院街区原址上模仿老建筑所建的商业楼

2004年2月，小港一路2号青岛船舶检验局办公楼被拆除，这座带有石砌瞭望塔的建筑曾长期被青岛文史学界及周边部分居民误认为海关后地标“小港海关楼”，直至2006年2月25日当地学者在对海关后街区的考察中重新发现了小港一路1号胶海关大鲍岛分卡旧址。2006年6月，李嘉诚旗下的和记黄埔地产（青岛）有限公司和青岛小港湾旅游开发建设有限公司竞得小港湾改造工程。2007年4月19日，海关后里院街区开始被清拆。不久之前，市北区政府及开发商负责人曾明确表示将小港一路、冠县路、朝阳路的合围街区保留、修缮，改为风貌保护区，然而此处的里院街区仍旧在数月之内几乎全部被拆除。包括胶海关大鲍岛分卡旧址在内的数座建筑因钉子户而被保留至2008年。2008年8月28日，这座海关后地标建筑最终被拆除。小港湾改造工程被许多文史学者认为是对海关后上世纪人文历史景观及传统市街生态的彻底性毁灭。海关后一带经改造，现为高层住宅区，部分为商业街区。许多原有街道在改造后完全消失或移动位置。